# کمیته المپیک چاد
کمیته المپیک چاد (فرانسوی: Comité Olympique et Sportif Tchadien‎) یک سازمان ورزشی است که نماینده کشور چاد در کمیته بین‌المللی المپیک می‌باشد.
این سازمان که در سال ۱۹۶۳ تأسیس شده مسئول آماده‌سازی و اعزام ورزشکاران به بازی‌های المپیک، بازی‌های المپیک جوانان و بازی‌های آفریقایی است.